# Aftasides
Les Aftasides (en amazigh : Ayt Aftas, en arabe : بنو الأفطس Banu Al Aftas, en espagnol : Aftasí ou Aftesida, en portugais : Aftácidas) sont une dynastie berbère issue de la grande tribu des Meknassas qui ont régné le royaume de Badajoz à l'époque des Taïfa entre (1022-1094). Leur royaume comprenait le sud-ouest de l'Espagne et la partie méridionale du Portugal.

## Toponymie
La dynastie Aftaside tire son nom de Muhammad ibn al-Aftas, le père d'Abdallah ibn Al-Aftas, (surnommé Al Mansur) fondateur de la dynastie.

## Origine

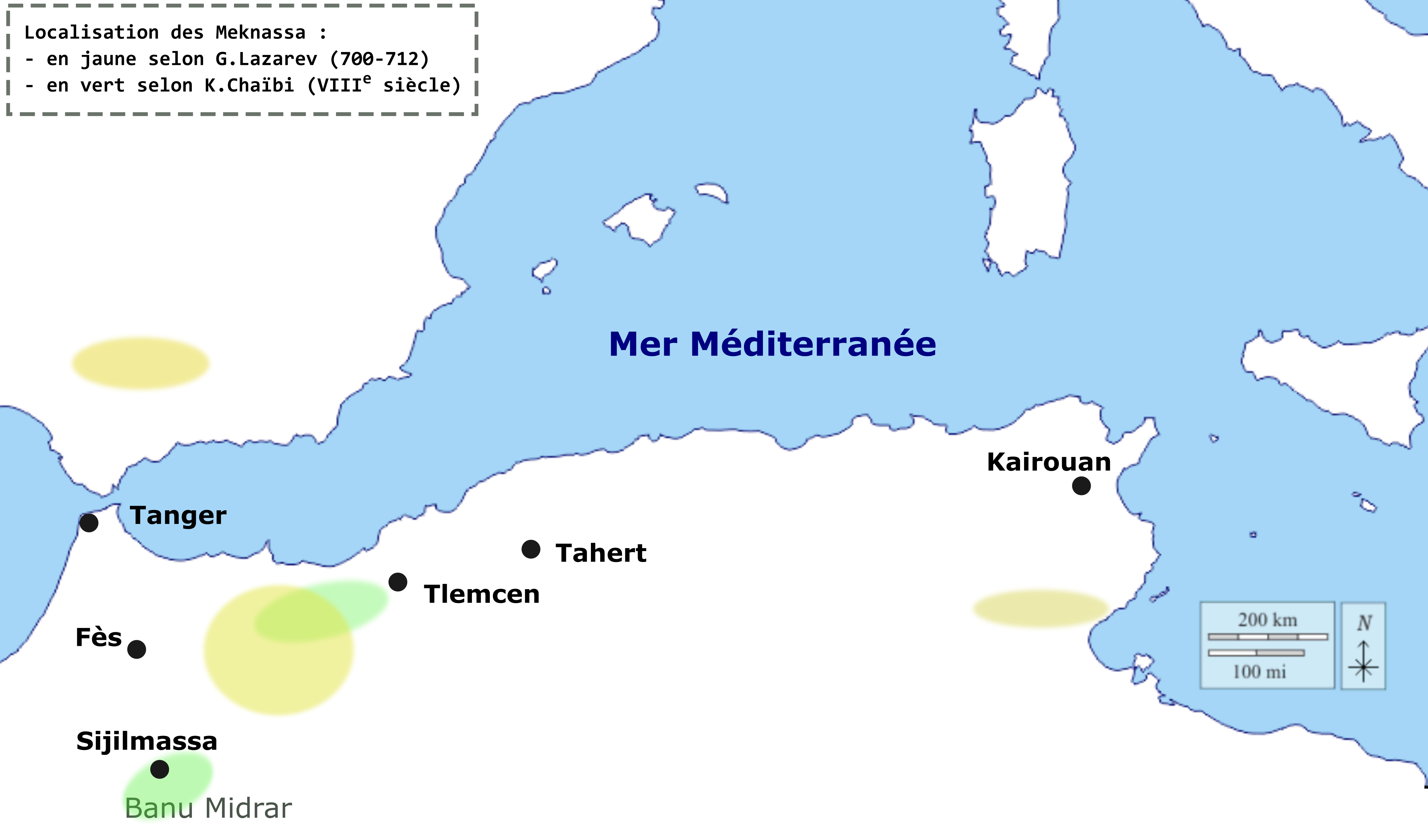
Les Meknassa au VIIIe siècle.

Les Aftasides étaient des Berbères, ils étaient originaires du Fahs-El-Ballût, littéralement en arabe la plaine du chêne, c'est une région au nord de Cordoue, où ils étaient présents au moins depuis le Xe siècle. Ils descendent de la grande tribu berbère des Meknassas, dont l'un de ses membres fut, l'un des chefs de la révolte berbère de 768-777 contre le premier prince omeyyade de Cordoue.

## Histoire et chronologie

### Les Aftasides seigneurs de Badajoz

La Taïfa de Badajoz sous la règne d'Abdallah ibn Al-Aftas, en 1037.

#### La fondation de la dynastie
Au début du XIe siècle, Abdallah ibn Al-Aftas était le conseiller de Sabour al-Saqlabi, gouverneur de Badajoz d'origine Saqaliba, qui s'est séparé du califat de Cordoue pour diriger un royaume indépendant. Abdallah ibn Al-Aftas est resté au côté de Sabour al-Saqlabi jusqu'à sa mort en 1022, et lui succéda ensuite,.
Dès le début, la règne d'Abdallah ibn Al-Aftas fut caractérisé par des guerres et par la défaite qu'il subit face à Abbad Ier (Abbadides), roi de Séville, et de Mohammed bin Abdullah al-Birzali émir de Carmona. En 1034, Abdallah ibn Al-Aftas se vengea d'Abbad Ier,.
Abdallah ibn Al-Aftas est ainsi le fondateur la dynastie Aftaside à Badajoz en Al-Andalus. Cette dynastie règne sur la Taïfa de Badajoz; un territoire qui comprend des villes comme celles de Mérida, Lisbonne, Santarém et Coimbra.

#### La période de splendeur

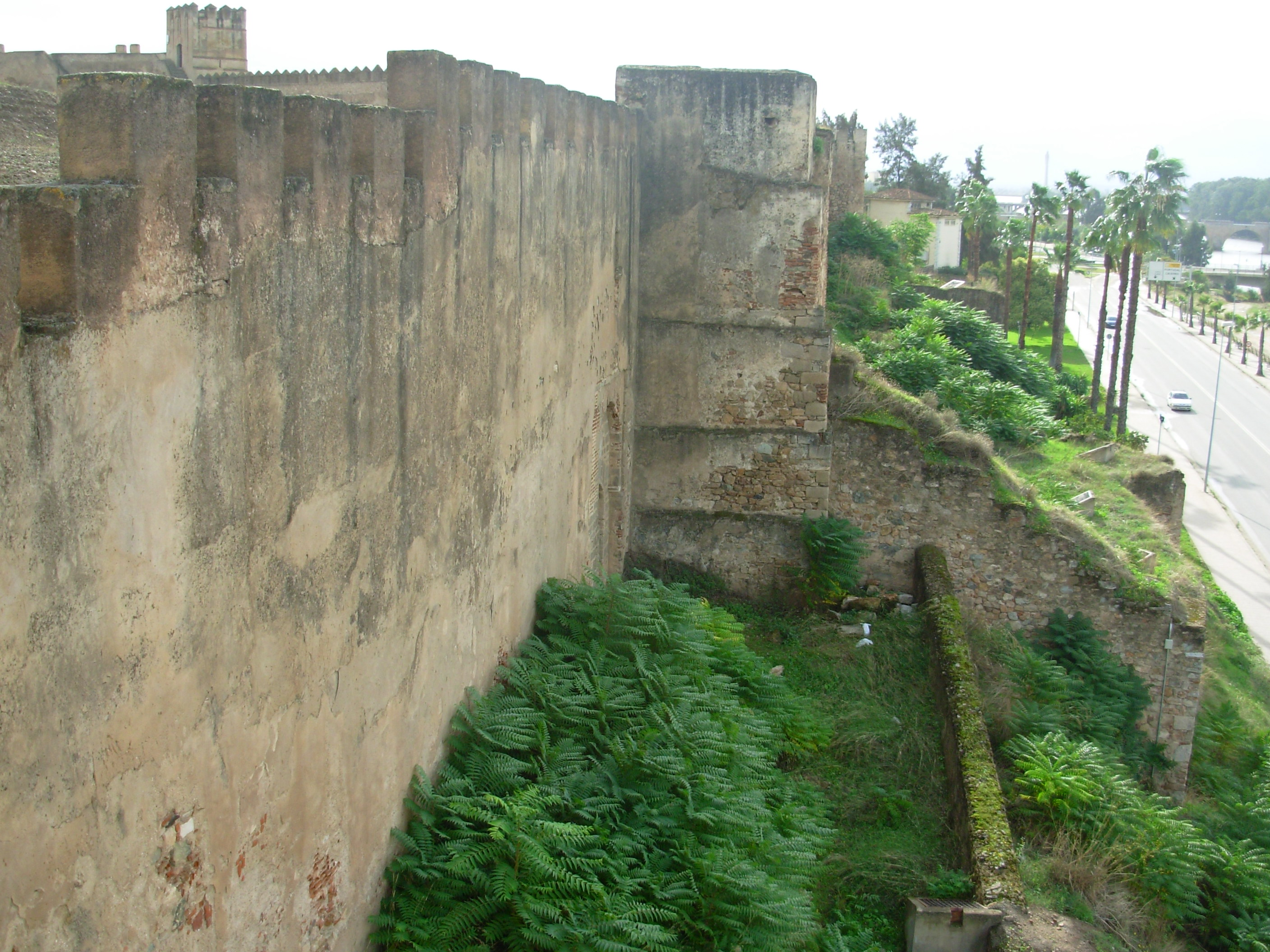
Porte de la Coraxa dans la Kasbah (l'Alcazaba) de Badajoz, datée entre 1031 et 1094, à l'époque du règne des Aftaside à Badajoz.

Après la mort d'Abdallah ibn Al-Aftas en 1045, il a été remplacé par son fils Abu Bakr Muhammad ibn Abdallah al-Muzaffar, qui s'est retrouvé dans une guerre contre Yahyâ al-Ma'mûn, roi de Tolède, et contre Al-Mu`tadid, le roi de Séville. Au printemps 1055, Abu Bakr al-Muzaffar est battu par Ferdinand Ier de Castille et accepte la paix sur la base d'un tribut annuel.
Badajoz a connu une période de splendeur sous le règne d'Abu Bakr Muhammad al-Muzaffar qui était un soldat, administrateur, érudit et amant de la poésie, il a également composé une encyclopédie de cinquante ou cent volumes, appelée al-Muzaffari (mémoire des événements). Il mourut en 1068. Son fils Yahya ibn Muhammad al-Mansur lui succéda, et son autre fils Omar ibn Muhammad al-Mutawakkil régna sur la région d'Évora. Les deux frères régnèrent ensemble ; pour Omar les Provinces de l'ouest et Yahya les Provinces de l'est, après la mort de Yahya en 1081, Omar régna sur tout le royaume.

#### La chute de la dynastie
Omar ibn Muhammad al-Mutawakkil combattit aux côtés des Almoravides de Youssef ben Tachfine face aux troupes chrétiennes à la Bataille de Zalaca (1086). 
En 1094, al-Mutawakkil et sa famille ont été tués par les envahisseurs Almoravides, à la suite d'une alliance défensive avec les chrétiens, en échange de la cessions des villes de Lisbonne, Santarém et Sintra à Alphonse VI de León. Les Almoravides éliminent ainsi le derniers roi aftaside et deux de ses fils (al Fadl et al-Abbas). Après la chute d'al-Muttawakil, presque toutes les villes et les châteaux de son royaume se soumirent, ce qui mit fin à sa dynastie et à Taïfa de Badajoz.

### Généalogie des rois de Badajoz de la dynastie des Aftasides

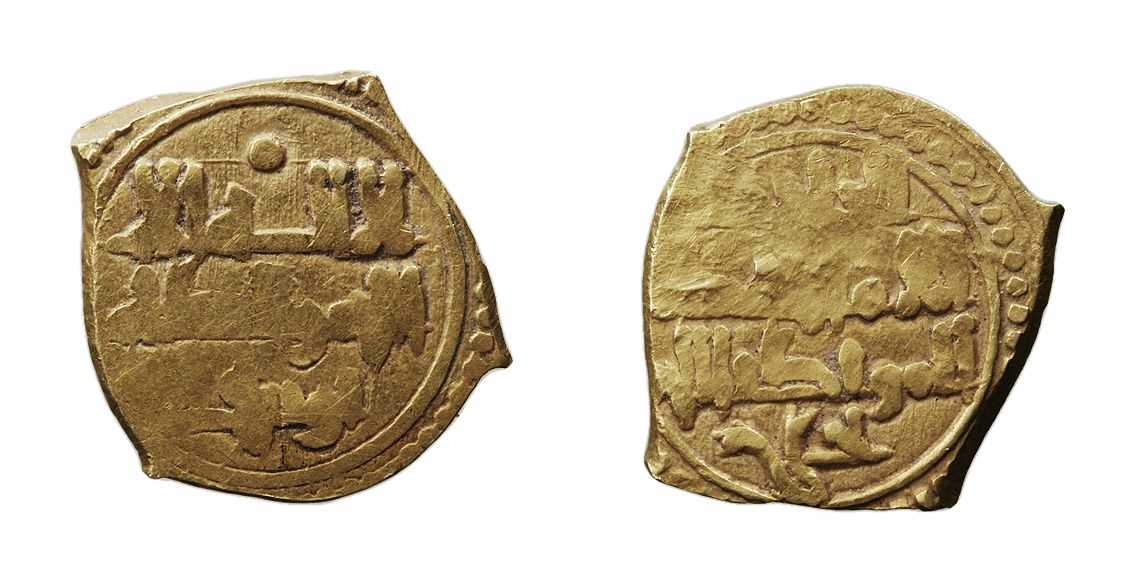
Fraction de dinar d'or frappée par la Taïfa de Badajoz sous le règne de Yahya ibn Muhammad al-Mansur.

La généalogie des Banu Al Aftas, souverains de la Taïfa de Badajoz:
- Muhammad ibn al-Aftas
  - (1) Abdallah ibn Al-Aftas (al-Mansur I), premier roi aftaside de Badajoz (Mort en 1045).
    - (2) Abu Bakr Muhammad ibn Abdallah al-Muzaffar, deuxième roi aftaside de Badajoz (Mort en 1068).
      - (3) Yahya ibn Muhammad al-Mansur II, troisième roi aftaside de Badajoz (Mort en 1081).
      - (4) Omar ibn Muhammad al-Mutawakkil, dernier roi aftaside de Badajoz (Mort en 1094).

### Chronologie
La chronologie des Banu Al Aftas, souverains de la royaume de Badajoz,,: